# Mintopola brasiliensis
Mintopola brasiliensis là một loài bướm đêm thuộc phân họ Arctiinae, họ Erebidae.